# Vardemuseerne
Vardemuseerne (tidligere Museet for Varde by og Omegn) er en museumssammenslutning for museer i Varde og omegn.
Museet er en selvejende institution, der i 1912 blev stiftet af Cornelius og Elisabeth Stau.

## Udstillingssteder
Museet har 10 udstillingssteder:
- Tirpitz-stillingen
- Artillerimuseet
- Museum Frello
- Janus Bygningen
- Nymindegab Museum og Nymindegab Redningsstation
- Hjedding Mejerimuseum
- Blåvandshuk  Egnsmuseum med en udstilling om Flygtningelejren i Oksbøl
- Blåvand Museum og Blåvand Redningsstation
- Ølgod Museum
- Hodde Skolemuseum

- Kulturhuset i Ølgod
- Blåvand Redningsstation (sv)
- Hodde gl. Skole ved kirkegården i Hodde